# Período Informbiro

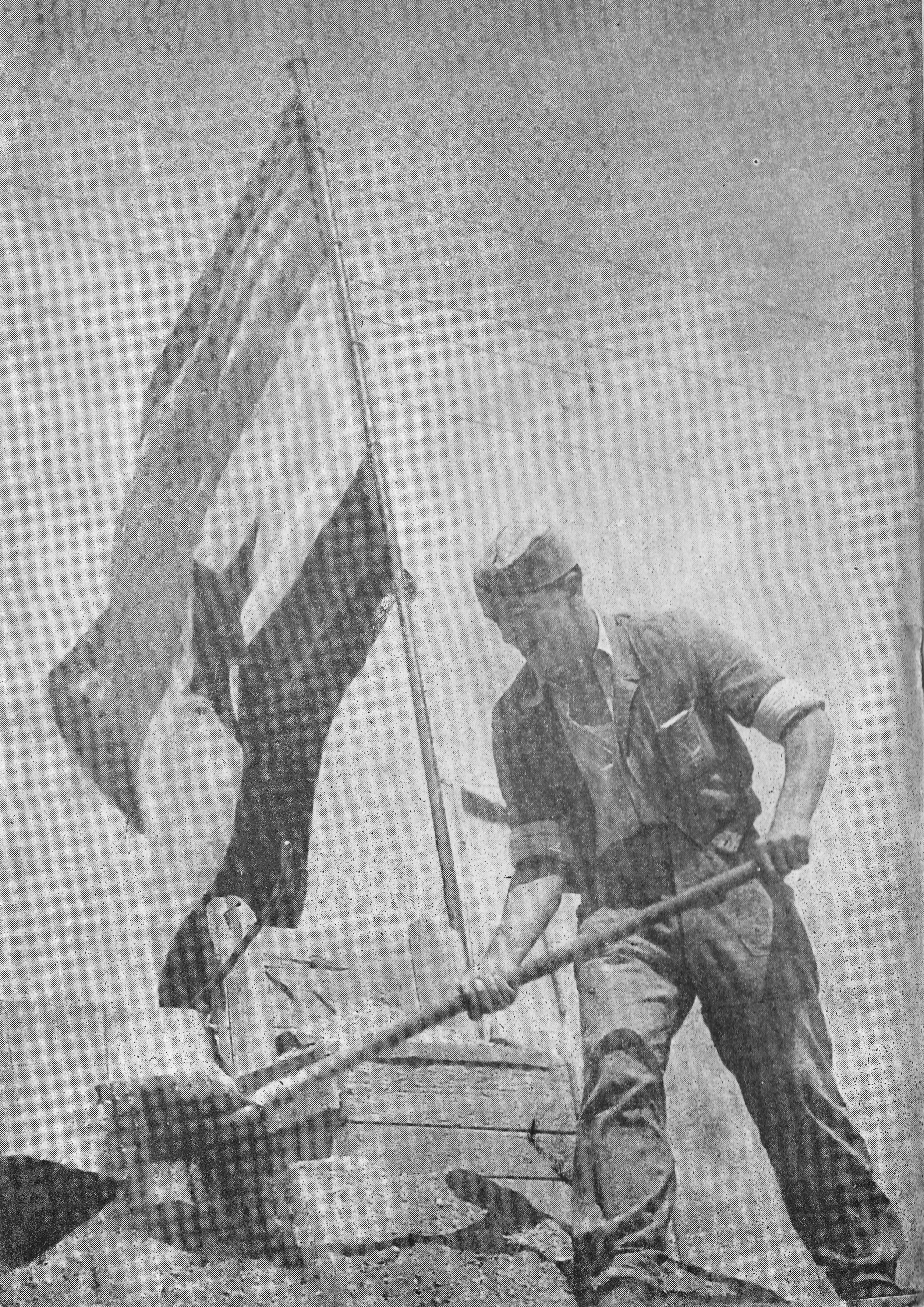
Construcción del «Nuevo Belgrado», 1948

El período Informbiro (en serbio: Информбиро) fue una etapa en la historia de Yugoslavia que se extendió desde 1948 hasta 1955, caracterizado por conflictos y cismas con la Unión Soviética. La palabra «Informbiro» es el nombre yugoslavo de Cominform, una abreviatura de "Oficina de información", de "Oficina de información comunista".
El término se refiere a la Resolución Cominform del 28 de junio de 1948 (resultante de la división Tito-Stalin) que acusó al Partido Comunista de Yugoslavia (KPJ), entre otras cosas, de "apartarse del marxismo-leninismo", exhibiendo un "actitud antisoviética", "enfrentando las críticas con hostilidad" y "rechazando discutir la situación en una reunión de Informbureau". Tras estas acusaciones, la resolución expulsó al KPJ del Cominform. Como resultado, Yugoslavia cayó fuera de la esfera de influencia soviética, y la marca de comunismo del país, con su independencia de la línea soviética, fue llamada Titoismo por Moscú y considerada traidora. Se llevaron a cabo purgas del partido contra presuntos "Titoitas" en todo el Bloque del Este.

## Historia
La división Tito-Stalin, o yugoslavo-soviética, tuvo lugar en la primavera y principios del verano de 1948. Su título corresponde a Josip Broz Tito, en ese momento el Primer Ministro yugoslavo (Presidente de la Asamblea Federal) y el Primer Ministro soviético Iósif Stalin. En Occidente, Tito era considerado como un líder comunista leal, solo superado por Stalin en el Bloque del Este. Sin embargo, después de haberse liberado en gran medida con un apoyo limitado del Ejército Rojo, Yugoslavia dirigió un curso independiente y experimentó constantemente tensiones con la Unión Soviética. Yugoslavia y el gobierno yugoslavo se consideraban aliados de Moscú, mientras que Moscú consideraba a Yugoslavia como un satélite y a menudo lo trataba como tal. Las tensiones anteriores estallaron sobre una serie de problemas, pero después de la reunión de Moscú, comenzó una confrontación abierta.
Luego vino un intercambio de cartas directamente entre el Partido Comunista de la Unión Soviética (PCUS) y el Partido Comunista de Yugoslavia (KPJ). En la primera carta del PCUS del 27 de marzo de 1948, los soviéticos acusaron a los yugoslavos de denigrar el socialismo soviético a través de declaraciones como "el socialismo en la Unión Soviética ha dejado de ser revolucionario". También afirmó que el KPJ no era "suficientemente democrático", y que no estaba actuando como una vanguardia que llevaría al país al socialismo. Los soviéticos dijeron que "no podían considerar que una organización de este partido comunista fuera marxista-leninista, bolchevique". La carta también nombró a varios funcionarios de alto rango como "marxistas dudosos" (Milovan Đilas, Aleksandar Ranković, Boris Kidrič y Svetozar Vukmanović-Tempo) invitando a Tito a purgarlos y, por lo tanto, causar una grieta en su propio partido. Los funcionarios comunistas Andrija Hebrang y Sreten Žujović apoyaron la visión soviética.
Sin embargo, Tito lo vio, se negó a comprometer a su propio partido y pronto respondió con su propia carta. La respuesta de KPJ el 13 de abril de 1948 fue una fuerte negación de las acusaciones soviéticas, tanto defendiendo la naturaleza revolucionaria del partido como reafirmando su alta opinión de la Unión Soviética. Sin embargo, el KPJ señaló también que "no importa cuánto cada uno de nosotros ame la tierra del socialismo, la Unión Soviética, en ningún caso puede amar menos a su propio país". En un discurso, el Primer Ministro yugoslavo declaró

No vamos a pagar el saldo de las cuentas de otros, no vamos a servir como dinero de bolsillo en el cambio de divisas de nadie, no vamos a permitirnos enredarnos en las esferas de interés político. ¿Por qué debería sostenerse contra nuestros pueblos que quieren ser completamente independientes? ¿Y por qué debería restringirse la autonomía o ser objeto de disputa? ¡Nunca más volveremos a depender de nadie!
—Primer Ministro Josip Broz Tito

La respuesta soviética de 31 páginas del 4 de mayo de 1948 amonestó al KPJ por no admitir y corregir sus errores, y luego lo acusó de estar demasiado orgulloso de sus éxitos contra los alemanes, manteniendo que el Ejército Rojo los había "salvado de destrucción" (una declaración inverosímil, ya que los partidarios de Tito habían hecho una campaña exitosa contra las fuerzas del Eje durante cuatro años antes de la aparición del Ejército Rojo allí). Esta vez, los soviéticos nombraron a Josip Broz Tito y Edvard Kardelj como los principales "herejes", mientras defendían a Hebrang y Žujović. La carta sugería que los yugoslavos presentaran su "caso" ante el Cominform. El KPJ respondió expulsando a Hebrang y Žujović del partido, y respondiendo a los soviéticos el 17 de mayo de 1948 con una carta que criticaba duramente los intentos soviéticos de devaluar los éxitos del movimiento de resistencia yugoslavo.
El 19 de mayo de 1948, una correspondencia de Mikhail A. Suslov informó a Josip Broz Tito que la Oficina de Información Comunista, o Cominform (Informbiro en serbocroata), celebraría una sesión el 28 de junio de 1948 en Bucarest dedicada casi por completo al "problema Yugoslavo". El Cominform era una asociación de partidos comunistas que era la principal herramienta soviética para controlar los desarrollos políticos en el Bloque del Este. La fecha de la reunión, el 28 de junio, fue cuidadosamente elegida por los soviéticos como el triple aniversario de la batalla de Kosovo (1389), el asesinato del archiduque Fernando en Sarajevo (1914) y la adopción de la Constitución de Vidovdan (1921).
Tito, personalmente invitado, se negó a asistir bajo una dudosa excusa de enfermedad. Cuando llegó una invitación oficial el 19 de junio de 1948, Tito se negó nuevamente. El primer día de la reunión, el 28 de junio, el Cominform adoptó el texto preparado de una resolución, conocida en Yugoslavia como la "Resolución del Informbiro" (Rezolucija Informbiroa). En él, los otros miembros de Cominform (Informbiro) expulsaron a Yugoslavia, citando "elementos nacionalistas" que habían "logrado en el transcurso de los últimos cinco o seis meses alcanzar una posición dominante en el liderazgo" del KPJ. La resolución advirtió a Yugoslavia que estaba en el camino de regreso al capitalismo burgués debido a sus posiciones nacionalistas e independientes, y acusó al partido mismo de "trotskismo". Esto fue seguido por la ruptura de las relaciones entre Yugoslavia y la Unión Soviética, comenzando el período de conflicto soviético-yugoslavo entre 1948 y 1955 conocido como el Período Informbiro.
Después de la ruptura con la Unión Soviética, Yugoslavia se encontró económica y políticamente aislada a medida que la economía orientada al Bloque del Este comenzó a tambalearse. Al mismo tiempo, los yugoslavos estalinistas, conocidos en Yugoslavia como "comunistas", comenzaron a fomentar disturbios civiles y militares. Se produjeron una serie de rebeliones cominformistas e insurrecciones militares, junto con actos de sabotaje. Sin embargo, el servicio de seguridad yugoslavo dirigido por Aleksandar Ranković, la UDBA, fue rápido y eficiente en la represión de la actividad insurgente. La invasión parecía inminente, ya que las unidades militares soviéticas se concentraron a lo largo de la frontera con la República Popular de Hungría, mientras que el Ejército Popular Húngaro aumentó rápidamente de tamaño de 2 a 15 divisiones. La UDBA comenzó a arrestar a presuntos cominformistas incluso bajo sospecha de ser prosoviéticos.
Sin embargo, desde el comienzo de la crisis, Tito comenzó a hacer gestiones con Estados Unidos y Occidente. En consecuencia, los planes de Stalin se vieron frustrados cuando Yugoslavia comenzó a cambiar su alineación. Occidente dio la bienvenida a la grieta yugoslavo-soviética y en 1949 comenzó un flujo de ayuda económica, ayudó a evitar la hambruna en 1950 y cubrió gran parte del déficit comercial de Yugoslavia durante la próxima década. Estados Unidos comenzó a enviar armas a Yugoslavia en 1951. Tito, sin embargo, era cauteloso de depender demasiado de Occidente también, y los arreglos de seguridad militar concluyeron en 1953 cuando Yugoslavia se negó a unirse a la OTAN y comenzó a desarrollar una importante industria militar propia. Con la respuesta estadounidense en la guerra de Corea como un ejemplo del compromiso de Occidente, Stalin comenzó a retirarse de la guerra con Yugoslavia.
Evidencias significativas apoyan la opinión de que la razón real de la Resolución Cominform fue la falta de voluntad de Josip Broz Tito para obedecer las instrucciones de Iósif Stalin. Las disputas más serias se referían a la política en los Balcanes. En particular, se consideraba que Yugoslavia estaba presionando demasiado rápido hacia la unificación con Bulgaria y Albania. Aunque siguiendo la propuesta de Stalin para una serie de tales unificaciones, se vio que Tito procedía sin una consulta adecuada con Moscú. Otro tema fue el afán de Tito por exportar la revolución a Grecia, en contravención del Acuerdo de Porcentajes de Stalin con las potencias capitalistas.
En sus memorias, Nikita Khrushchev afirmó que estaba "absolutamente seguro de que si la Unión Soviética limitara con Yugoslavia, Stalin habría intervenido militarmente". Los soviéticos planearon una invasión con tropas húngaras, rumanas y soviéticas, y en enero de 1951 grandes maniobras militares en Hungría simularon una invasión con la asunción de la intervención de la OTAN en el lado yugoslavo. Sin embargo, la amenaza de guerra disminuyó; Yugoslavia era importante para Occidente debido a su importancia para la defensa de Italia y Grecia, y la fuerte defensa de los Estados Unidos de Corea del Sur en la guerra de Corea probablemente había ayudado a desanimar a los soviéticos. Béla Király afirmó que "cortó el proyecto favorito de Stalin en el brote". El país se convirtió en un miembro informal de la OTAN; en febrero de 1951, los jefes de personal británicos anunciaron que un ataque soviético de Yugoslavia "conduciría a la guerra mundial", en junio Koča Popović visitó Washington D. C. para discusiones de planificación conjunta y, a mediados de la década de 1950, Estados Unidos proporcionó al país medio billón dólares en ayuda militar.
Este período también estuvo marcado por la disidencia dentro de la Liga de Comunistas de Yugoslavia y la posterior represión y deportaciones de muchos miembros prosoviéticos a campos de trabajo y cárceles, especialmente la isla Goli Otok.
Khrushchev se reconcilió con Tito después de la muerte de Stalin en 1953, pero Yugoslavia permaneció fuera del bloque oriental y fue un miembro informal de la OTAN. Tito cambió drásticamente sus políticas internas y creó un programa de amnistía. La mayoría de las cárceles fueron cerradas y destruidas, y el gobierno también aflojó los controles en los medios de comunicación en mayor medida que en el resto del bloque oriental.
Este período ocupa un lugar destacado en la literatura y el cine yugoslavos.